# Rocca d'Arazzo
Rocca d'Arazzo é uma comuna italiana da região do Piemonte, província de Asti, com cerca de 941 habitantes. Estende-se por uma área de 12 km², tendo uma densidade populacional de 78 hab/km². Faz fronteira com Asti, Azzano d'Asti, Castello di Annone, Mombercelli, Montaldo Scarampi, Montegrosso d'Asti, Rocchetta Tanaro, Vigliano d'Asti.

## Demografia
| Variação demográfica do município entre 1861 e 2011                               |
|                                                                                   |
| Fonte: Istituto Nazionale di Statistica (ISTAT) - Elaboração gráfica da Wikipedia |